# 비스 모의법정 대회
비스 모의법정 대회(Willem C. Vis International Commercial Arbitration Moot)는 국제상법중재 모의법정 대회이다. 매년 오스트라아 빈에서 열리며 국제상법 및 중재법 학습 및 상사 중재 해결을 촉진하기 위해 시작되었다. 모의법정 문제는 유엔의 국제물품매매협약에 관련된 문제가 나오며 쌍방 간 보고서 서면을 제출 후 구두 변론이 있게 된다. 비스 대회는 미국 페이스 로스쿨의 명예교수인 Eric E. Bergsten에 의해 조직되고 있다.

## 상
Pieter Sanders 상은 가장 우수한 보고서면에 주어진다.

## 비스 모의법정 홍콩대회
홍콩에서 매년 열리며 비엔나 대회와 동일한 규칙과 문제를 사용한다.